# イバナ・ジェリシロ
イヴァナ・ジェリシロ（セルビア語: Ивана Ђерисило、1983年8月8日 - ）は、セルビアの元女子バレーボール選手。ベオグラード出身（当時のユーゴスラビア社会主義連邦共和国）。元セルビア代表。

## 来歴
軽快な動きと身軽な身体を躍動させスピード感のあるバレーを展開するセルビア女子代表のウイングスパイカー。ジュニアからのチームメイト・アーニャ・スパソイエビッチとセルビアの両翼を担い、2006年世界選手権で銅メダル獲得に大きく貢献し、同大会ではチーム1位の167点をマークした。
2007年には欧州選手権で準優勝を果たすが、肩の手術のため2007年ワールドカップには出場出来なかった。2008年の世界最終予選で代表に復帰し、オポジットからレフトにコンバートされた。同年、北京オリンピックに出場した。2009年までは代表チームでプレーし、その後は外れていたが2012年のロンドンオリンピックに出場した。
2004-06年にプレーしたイタリア・セリエAのヴィチェンツァ・バレーでは、高橋みゆきとチームメイトでとても仲が良かった。

## 球歴
- オリンピック - 2008年（5位）、2012年（11位）
- 世界選手権 - 2006年（銅メダル）

## 所属クラブ
- OKツルヴェナ・ズヴェズダ・ベオグラード （2000-2004年）
- ヴィチェンツァ・バレー （2004-2006年）
- エジザージュバシュ（2006-2007年）
- ヴォレロ・チューリヒ （2007-2008年）
- メタル・ガラツィ（2008-2009年）
- ガラタサライ（2009-2011年）
- ウルビーノ・バレー（2011-2012年）
- ロコモティフ・バクー（2014-2015年）
- CSMヴォレイ・アルバ・ブラジ（2015年）
- OKツルヴェナ・ズヴェズダ（2015年）
- アトム・トレフル・ソポト（2015-2016年）
- CSMトゥルゴヴィシュテ（2016-2017年）
- サリエル・ベレディイェスポル（2017-2018年）
- Radnički Beograd（2019-2020年）